# Andreaea opaca
Andreaea opaca är en bladmossart som beskrevs av Jules Cardot och Georg Roth 1911. Andreaea opaca ingår i släktet sotmossor, och familjen Andreaeaceae. Inga underarter finns listade i Catalogue of Life.